# Chilatherina
Chilatherina, rod riba iz porodice Melanotaeniidae, red srebrnobokih (Atheriniformes). Prve vrste među njima otkrivene su 1907 godine, a to su Chilatherina lorentzii (Weber, 1907) i Chilatherina sentaniensis (Weber, 1907), a posljednja 2012 Chilatherina pagwiensis Allen & Unmack, 2012. Ukupno je poznato jedanaest vrsta u ovom rodi. 
Sve Chilatherine su slatkovodne ribe koje žive po rijekama i jezerima u tropskim područjima otoka Nova Gvineja, koje narastu od 7 pa do najviše 12 cntimetara. Vrsta Chilatherina axelrodi poznata je samo u potoku Yungkiri, pritoci rijeke Pual u papui Novoj Gvineji.

## Vrste
1. Chilatherina alleni Price, 1997
2. Chilatherina axelrodi Allen, 1979
3. Chilatherina bleheri Allen, 1985
4. Chilatherina bulolo (Whitley, 1938)
5. Chilatherina campsi (Whitley, 1957)
6. Chilatherina crassispinosa (Weber, 1913)
7. Chilatherina fasciata (Weber, 1913)
8. Chilatherina lorentzii (Weber, 1907)
9. Chilatherina pagwiensis Allen & Unmack, 2012
10. Chilatherina pricei Allen & Renyaan, 1996
11. Chilatherina sentaniensis (Weber, 1907)

izvori